# Macarena Reyes
Macarena Rocío Reyes Meneses (née le 30 mars 1984 à San Fernando) est une athlète chilienne, spécialiste des épreuves combinées et du saut en longueur.
Son meilleur saut est de 6,60 m, réalisé le 3 juin 2012 à Santiago du Chili. Elle détient le record national de l'heptathlon avec 5 360 points, obtenu lors des Championnats d'Amérique du Sud à Lima, en 2009.